# Annona (diosa)

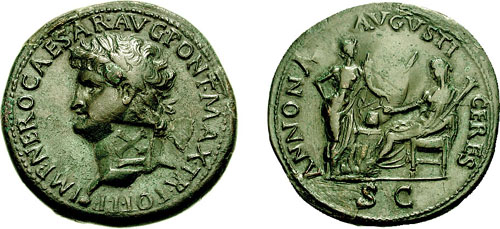
Sestercio de Nerón donde en su reverso se aprecia a Annona, de pie, con una cornucopia, frente a Ceres, sentada con espigas de grano y una antorcha, con un modio en un altar adornado con guirnaldas, situado entre ellas y la popa de un barco detrás.

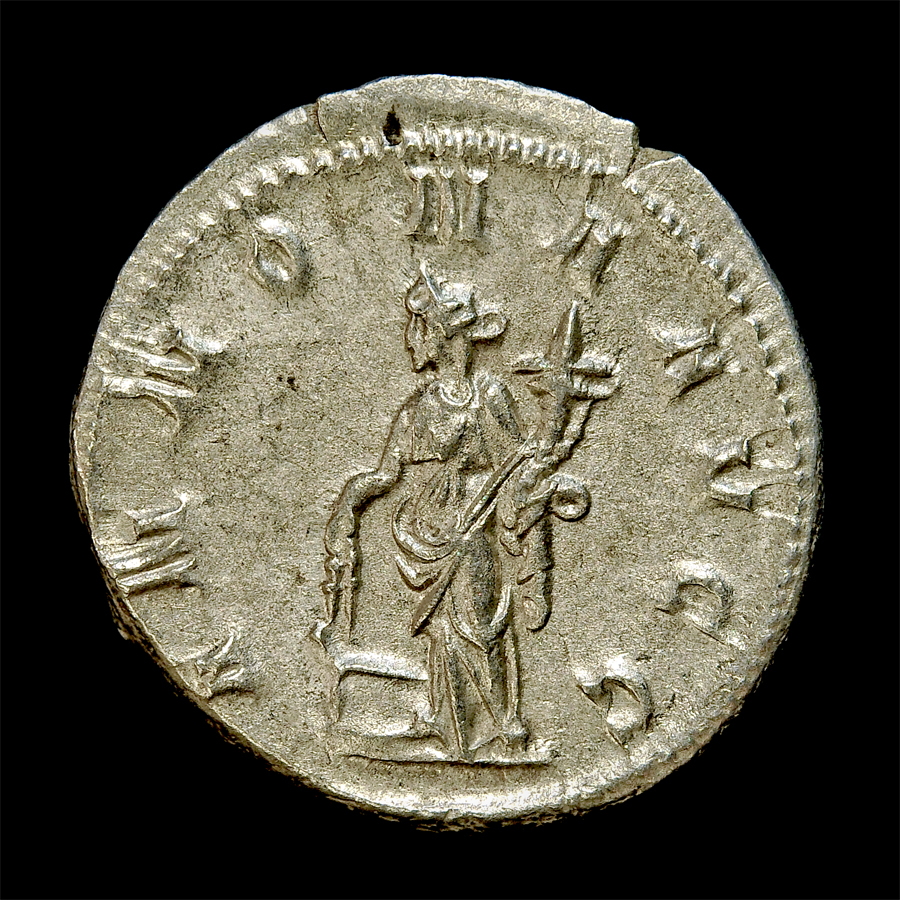
Reverso de un antoniniano de Felipe el Árabe (244-249) con la diosa Annona portando un cuerno de la abundancia.

En la religión de la Antigua Roma, Annona es la diosa que personificaba el suministro de grano a la ciudad de Roma, y con ello, diosa de las cosechas, que deriva del latín annualis y éste de annus, «año», por el carácter anual de las cosechas. Está muy relacionada con la diosa Ceres, con la que se representa a menudo.
Annona, a menudo también como Annona Augusti, fue una creación de la propaganda religiosa imperial, que se manifiesta en la iconografía y la práctica del culto. Es presentada como una epifanía del poder del emperador para cuidar de su pueblo mediante la provisión de grano y la abundancia.  Annona, por tanto, carecía de una mitología narrativa o una tradición de devoción en la República romana, pero una vez establecida como parte del culto imperial, fue objeto de dedicatorias y ofrendas votivas de personas motivadas por gratitud o petición de favores.

## Culto imperial y monedas
En la propaganda de Claudio, el culto de Ceres Augusta explicitaba el poder divino que residía en la provisión imperial de la annona, el suministro de grano a la ciudad. Como Annona Augusti aparece en  monedas romanas hacia el final del reinado de Nerón, cuando el culto a las Virtudes pasó a ser prominente tras la conjura de Pisón. Encarnaba dos de los beneficios materiales del gobierno imperial, junto con Securitas Augusti, o la "Seguridad augusteana", y a menudo, como parte dual de Ceres. En las acuñaciones neronianas, Ceres, Annona y Abundantia (la "Abundancia") estaban estrechamente relacionadas.
Annona también aparece en las monedas emitidas bajo Vespasiano, donde junto con otra Virtudes representaron la restauración de la confianza en el principado, y en las acuñaciones de Tito, Domiciano, Trajano, Adriano, Antonino Pío y Septimio Severo. Fue la particular favorita en la propaganda de Trajano, que pretendía destacar su reinado como una nueva era de renovación y prosperidad para la humanidad. En este caso, Annona aparece a menudo con un niño simbólico. En el contexto de la política de Trajano, Annona representó la independencia de grano de Roma sobre su tradicional proveedor, Egipto.

## Iconografía
Annona es representada normalmente con una cornucopia (cuerno de la abundancia) en el brazo y la proa de un barco en el fondo, en alusión al transporte de granos que entraba por el puerto de Roma. En las monedas, con frecuencia se interpone entre un modius (medidor de grano) y la proa de una galera, con espigas de grano en una mano y una cornucopia en la otra. A veces  tiene un timón o un ancla.